# Weinstraße Saale-Unstrut

Logo

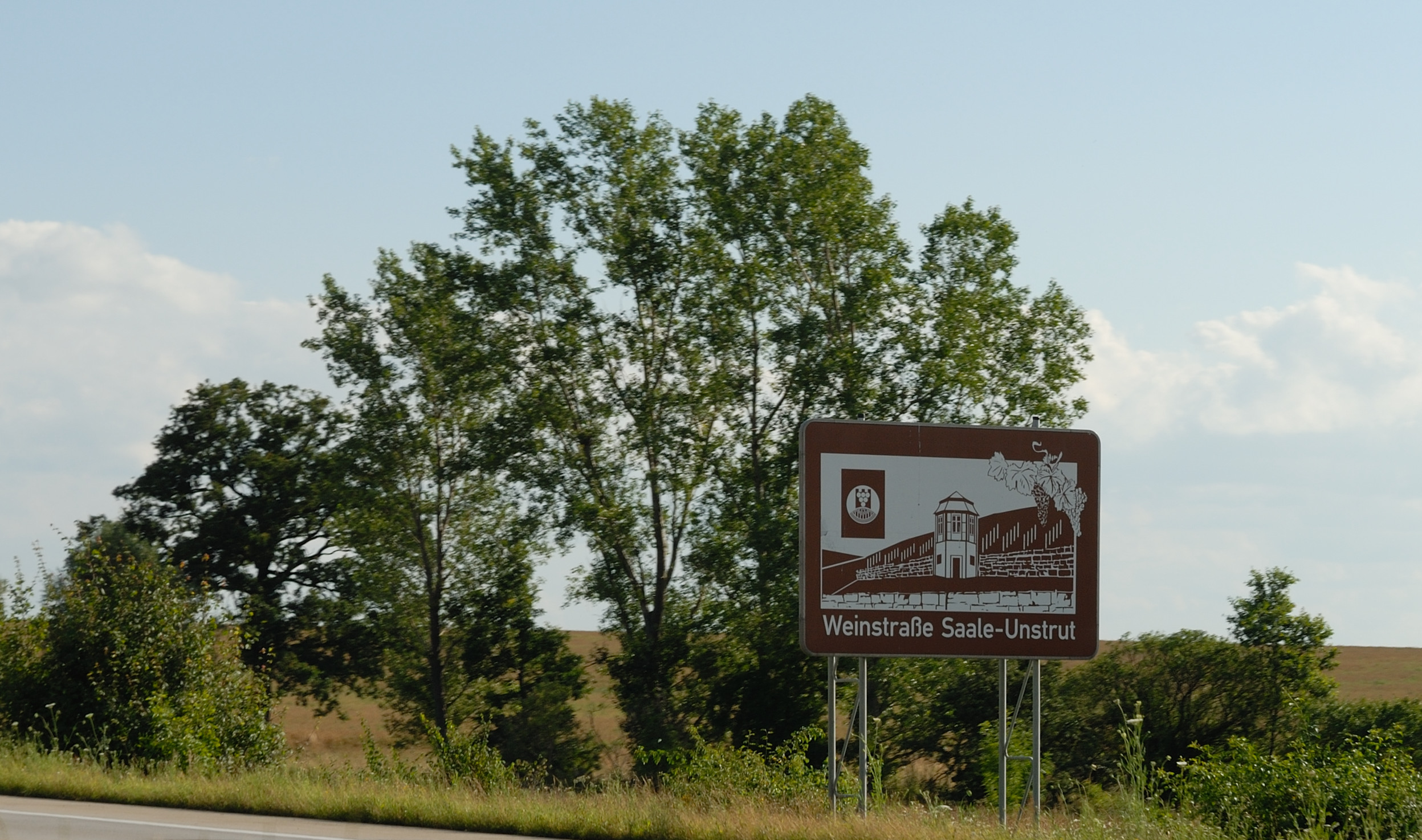
Unterrichtungstafel an der A 9

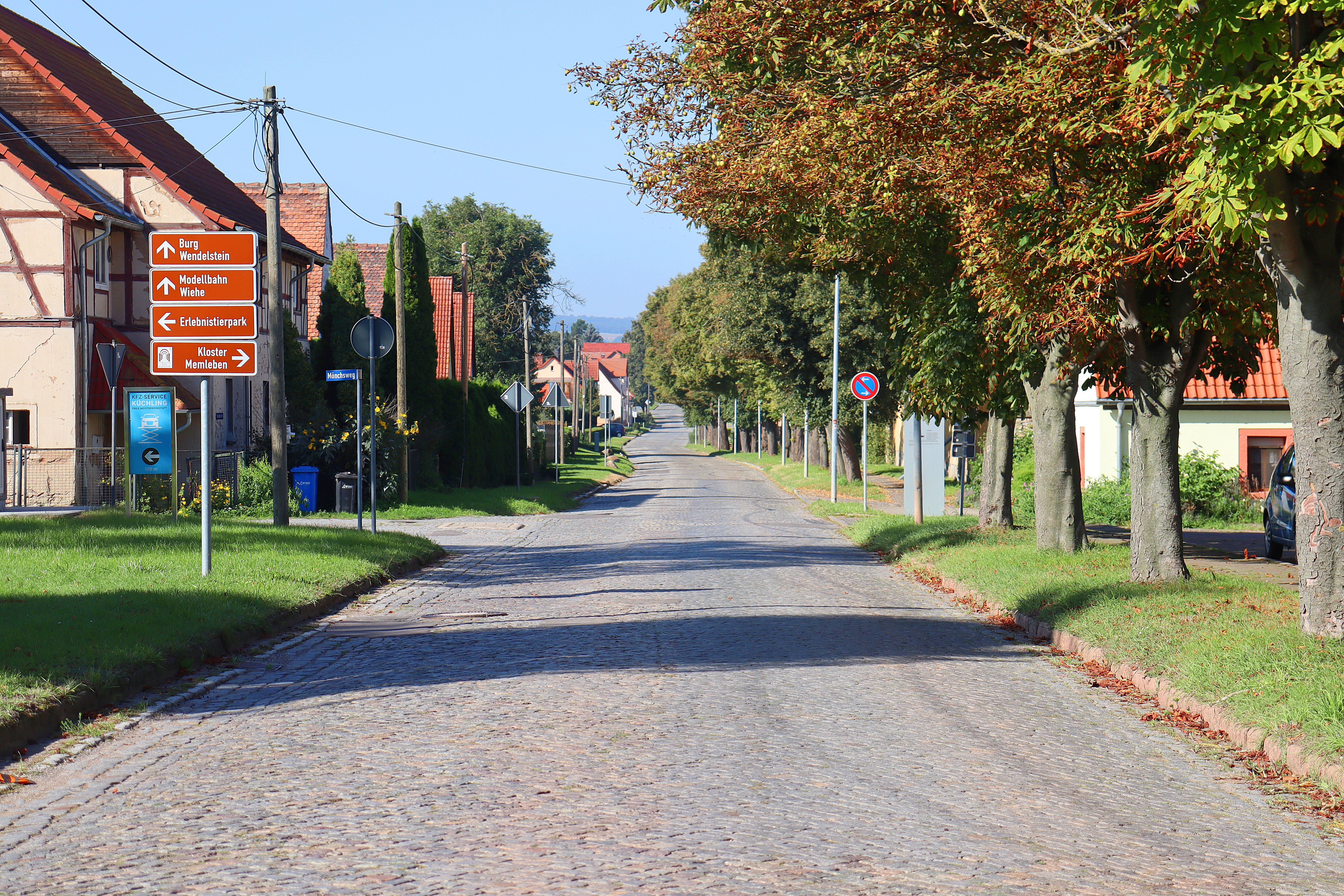
Die Weinstraße an ihrem Beginn in Memleben

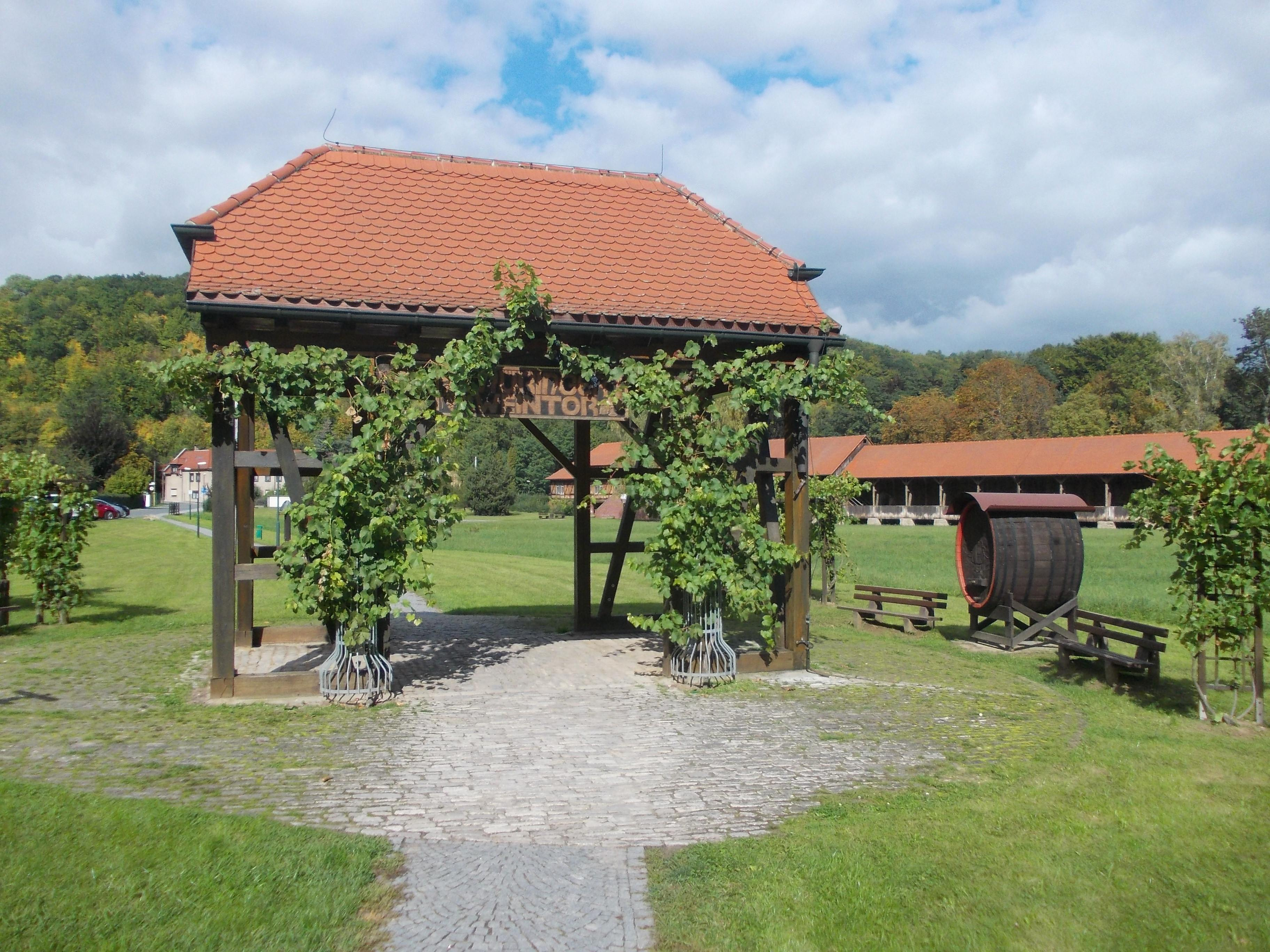
„Thüringer Weintor“ – Ende der Weinstraße in Bad Sulza

Die Weinstraße Saale-Unstrut führt über 60 km durch das Weinbaugebiet Saale-Unstrut. Die Weinstraße wurde 1993 als 13. Deutsche Weinstraße eingeweiht. Sie ist die nördlichste als Ferienstraße (bzw. Touristische Straße) in Public Private Partnership konzipierte Weinstraße in Deutschland und Europa.

## Weinorte an der Weinstraße Saale-Unstrut
Die Weinstraße Saale-Unstrut beginnt heute (2022) in Memleben. Sie führt über Nebra, Vitzenburg, Reinsdorf, Karsdorf, Kirchscheidungen, Laucha, Dorndorf, Weischütz, Zscheiplitz, Freyburg und Großjena nach Roßbach. Die Weinstraße führt von dort saaleaufwärts über Schulpforte und Bad Kösen nach Bad Sulza. Im Jahr 1993 begann sie in Nebra und endete in Bad Kösen.
Nicht alle Weinbaulagen und nicht alle Weingüter, die zum Weinbaugebiet Saale-Unstrut gehören, liegen direkt an der Weinstraße Saale-Unstrut. Der Weinstraße zugeordnet sind über kleine Abstecher erreichbare Weingüter in Gleina, Balgstädt, Schleberoda und in Beuditz sowie auf dem Weg zum Geiseltalsee gelegene Güter in Zeuchfeld und Gröst. Saaleabwärts kann man durch die Stadtgebiete von Naumburg und Weißenfels über Goseck nach Burgwerben gelangen. Der Weinstraße Saale-Unstrut ist in Sachsen-Anhalt auch ein Weingut in Beyernaumburg zugeordnet. In Thüringen gehören Einzellagen und Weingüter in Kaatschen, Weimar, Golmsdorf, Jena und Seitenroda zur Weinstraße.
Nicht der Weinstraße Saale-Unstrut zugeordnet sind Weinbauorte, die an der Weinstraße Mansfelder Seen, der Weinroute Weiße Elster sowie im Weinbaugebiet Werder (Havel) liegen, obwohl sie zum Weinbaugebiet Saale-Unstrut zählen.

## Zweck der Weinstraße
Im gleichen Jahr wie die Weinstraße Saale-Unstrut wurde auch die Straße der Romanik in Sachsen-Anhalt eröffnet. Im Süden des Landes kreuzen sich beide Tourismusrouten mehrmals; an einigen Stellen verlaufen sie auf derselben Trasse. Beide ursprünglich stark auf die Bedürfnisse von Autofahrern zugeschnittene Strecken sollen den Kulturtourismus in der Region fördern. Laut dem Ministerium für Wirtschaft und Arbeit des Landes Sachsen-Anhalt liegt ein Schwerpunkt des Kulturtourismus in dem Land darin, Interessierten vor allem in der Weinregion Saale-Unstrut den Wein als „Kulturgut“ zu präsentieren. Durch die Darstellung der kulturellen Traditionen werde „ein nicht zu unterschätzender Beitrag zur positiven Imagebildung des Landes geleistet“.
Durch eine gemächlichere Fortbewegung auf den beiden Flüssen und auf gut ausgebauten Radwegen soll auch der Spaß bei der „Erkundung des Anbaugebiets und seiner Weine, der Weingüter, Straußwirtschaften und Gutsschänken“ inmitten des Naturparks Saale-Unstrut-Triasland nicht zu kurz kommen.